# Phillip J. Plauger
Phillip James Plauger (geboren am 13. Januar 1944 in Petersburg, West Virginia) ist ein amerikanischer Informatiker, Schriftsteller und Unternehmer.

## Leben
Plauger studierte Physik in Princeton, wo er mit dem Bachelor abschloss, und promovierte anschließend in Kernphysik an der Michigan State University. Anschließend war er Sekretär des X3J11, des für die Entwicklung des ANSI-Standards der Programmiersprache C verantwortlichen Komitees und war danach als Leiter der Arbeitsgruppe ISO JTC1/SC22/WG14 maßgeblich beteiligt an der Formulierung des ISO-C-Standards.
Zusammen mit Brian W. Kernighan verfasste er Software Tools (1970) und Elements of Programming Style (1974) und zusammen mit Jim Brodie schrieb er Standard C (1989). Er war über 10 Jahre lang Herausgeber des C/C++ Users Journal und Mitarbeiter und Mitherausgeber von Embedded Systems Programming. Er arbeitete in den Bell Labs, war Vizepräsident von Yourdon Inc., Gründer und Leiter von Whitesmiths Ltd., eines frühen Anbieters eines C-Compilers mit Bibliothek und des Unix-Derivats Idris, eines kommerziellen Echtzeit-Betriebssystems für die legendäre PDP-11. Gegenwärtig ist Plauger Präsident von Dinkumware Ltd., eines Anbieters standardkonformer C- und C++-Bibliotheken.
2004 wurde Plauger für seine Verdienste um die Entwicklung von C und C++ mit dem Dr. Dobb’s Journal Excellence in Programming Award geehrt.
Neben seiner Arbeit als Informatiker, Unternehmer und technischer Autor ist Plauger auch Verfasser von zwei in dem Magazin Analog abgedruckten Science-Fiction-Romanen und mehrerer SF-Kurzgeschichten, darunter die 1975 erschienene Erzählung Child of All Ages (deutsch Ein Kind jeglichen Alters) über ein Mädchen, das zur Unsterblichen wird und so für immer an einen kindlichen Körper gebunden ist. Die Story wurde für Hugo, Nebula und Locus Award nominiert.
1975 erhielt Plauger den John W. Campbell Award als bester neuer Autor im Science-Fiction-Genre.
Plauger lebt in Concord, Massachusetts.

## Bibliografie
Romane
- Fighting Madness (1976)
  - Deutsch: Zeitkorrektur unmöglich. Bastei Lübbe Science Fiction Bestseller #22037, 1981, ISBN 3-404-22037-4.
- Wergild (1994)

Melissa (Kurzgeschichtenserie)
- Child of All Ages (1975)
  - Deutsch: Ein Kind jeglichen Alters. In: Wolfgang Jeschke (Hrsg.): Science Fiction Story Reader 14. Heyne (Heyne Science Fiction & Fantasy #3737), 1980, ISBN 3-453-30640-6.
- The Con Artist (1976)

Kurzgeschichten
- Epicycle (1973)
- Wet Blanket (1974)
- Dark Lantern (1974)
- Storymaker (1976)
- Here Be Dragons (1976)
  - Deutsch: Hier seyen Drachen. In: Ernst Fuchs [d. i. Werner Fuchs], Hans Joachim Alpers (Hrsg.): Neue Science-Fiction Geschichten. Tosa, 1982, ISBN 3-85001-097-X.
- Virtual Image (1980)
- Of the Last Kind (1991)
- Lucky Luke (2003)
- The Dawn Patrol[2]

Sachliteratur
- Spectroscopy in the Titanium Isotopes (1969)
- Software Tools (1970, mit Brian W. Kernighan)
  - Deutsch: Programmierwerkzeuge. Springer, Berlin Heidelberg & New York 1980, ISBN 3-540-10419-4.
- The Elements of Programming Style (1974, mit Brian W. Kernighan)
- Software Tools in Pascal (1981, mit Brian W. Kernighan)
- Standard C (1989, mit James Brodie)
  - Deutsch: Referenzhandbuch Standard C : für den neuen ANSI- und ISO-Standard. Microsoft Press, Braunschweig 1990, ISBN 3-528-04741-0.
- The Standard C Library (1992)
- ANSI and ISO Standard C Programmer’s Reference (1992, mit James Brodie)
- Programming on Purpose : Essays on Software Design (1993)
- The Draft Standard C++ Library (1995)
- The C++ Standard Template Library (2001)